# 大阪府公安委員會
大阪府公安委員會（日语：／ Ōsakafu kō'an-i'inkai */?）是由大阪府知事所轄，負責管理大阪府警察的行政委員會，由5名委員組成。

## 委員
- 委員長
  - 高瀬桂子
- 委員
  - 辻内宏治
  - 大山隆司
  - 梅宮典子
  - 本荘武宏

## 下部組織
- 大阪府警察

## 外部連結
- 大阪府公安委員会 （页面存档备份，存于）